# Encyrtoscelio miroides
Encyrtoscelio miroides är en stekelart som beskrevs av Virgilio Caleca 1995. Encyrtoscelio miroides ingår i släktet Encyrtoscelio och familjen Scelionidae. Inga underarter finns listade i Catalogue of Life.